# 12191 Vorontsova
12191 Vorontsova è un asteroide della fascia principale. Scoperto nel 1978, presenta un'orbita caratterizzata da un semiasse maggiore pari a 2,5974968 au e da un'eccentricità di 0,2726218, inclinata di 5,07585° rispetto all'eclittica.
L'asteroide è dedicato alla pediatra sovietica Margarita Alekseevna Voroncova.